# Marek Kopelent
Marek Kopelent (Praga (Txèquia), 28 d'abril, 1932 - Idem. 12 de març, 2023), va ser un compositor, pianista, publicista i organitzador txec.

## Biografia
Com a estudiant de batxillerat, ja estava interessat per la composició i va prendre classes particulars de l'organista Josef Kubáň. A la primera meitat de la dècada de 1950, va estudiar composició a l'Acadèmia d'Arts Escèniques de Praga amb el prof. Jaroslav Ridký. El 1965, va cofundar el "Prague New Music Group". A la dècada de 1960, va interpretar les seves composicions en festivals estrangers (Varsòvia, Witten, Donaueschingen). De 1965 a 1973, va dirigir el conjunt "Musica viva Pragensis" juntament amb "Zbyněk Vostrák". El 1969 va rebre una beca alemanya per a una estada creativa d'un any a Berlín Occidental. A partir de mitjans dels anys setanta, el règim comunista el va ignorar per les seves opinions, però Kopelent va continuar creant i les seves composicions es van interpretar principalment a l'estranger. No obstant això, Kopelent va ser un dels compositors txecs que va signar l'anomenat Anti-Carta. Des de 1990, va ser professor al Departament de Composició de l'Acadèmia d'Arts Escèniques de Praga, on entre els seus alumnes hi había Markéta Dvoráková. Entre 1991 i 1992, va exercir com a expert musical a l'Oficina del President de la República. L'any 2012, va rebre la Medalla al Mèrit en el Camp de les Arts, 1r Classe, de mans del President de la República Václav Klaus. Va ser cofundador de l'associació d'art Ateliér 90.

## Cita
| « | "El meu gran model musical a la infància i l'adolescència va ser Rafael Kubelík, a qui admirava quan assistia als seus concerts de subscripció amb el meu pare." | » |

— Marek Kopelent -

## Cançons
- 1963 Canto intimo (per a flauta i vibràfon)
- 1967 Al·leluia (per a orgue)
- 1967 Neu
- 1967 L'oració de la pedra
- 1968 Svary (composició per a 12 instruments solistes i orquestra)
- 1969 Pleasures (per a cor mixt, trompeta i timbals) - creat durant una estada d'un any a Berlín Occidental
- 1969 Wandering Voice (música multimèdia) - creada durant una estada d'un any a Berlín Oest
- 1979 Furiant (per a trio de piano)
- 1979 Música (singspiel)
- 1980 A Woman's Lament (melodrama)
- 1981 Legenda de passione St. Adalbert màrtir
- 1982 Simfonia
- 1983 La veu de l'alba
- 1984 Concertino (peça per a corn anglesa i conjunt de cambra)
- 1985 Regina lucis per a cor mixt de 36 veus
- 1994–1995 Requiem der Versöhnung (obra col·lectiva internacional de 14 compositors, va escriure IV. Judex ergo)
- 5 quartets de corda
- Laudatio pacis (oratori, juntament amb Sofia Gubajdulina i P. H. Dittrich)